# Ramaswamy Venkataraman
Ramaswamy Venkataraman (ur. 4 grudnia 1910 w Rajamadam koło Pattukottain, stan Madras, zm. 27 stycznia 2009 w Nowym Delhi) – indyjski prawnik i polityk, 8. prezydent Indii w latach 1987–1992. Wcześniej wieloletni minister w różnych resortach: finansów, spraw wewnętrznych i obrony, 7.wiceprezydent Indii, a także minister w rządzie stanowym oraz parlamentarzysta.

## Życiorys
Pochodził z kasty braminów. Urodził się i wychowywał w ówczesnym stanie Madras (obecnie Tamilnadu). Ukończył National College Higher Secondary School w Tiruchirapalli, a następnie ukończył studia z ekonomii, a następnie z prawa na uniwersytecie w Madrasie.
W latach 1935–1942 pracował jako adwokat w sądzie w Madrasie. Był bojownikiem o wolność Indii – działał w niepodległościowej organizacji „Opuśćcie Indie”, w latach 1942–1944 był więziony przez brytyjskie władze kolonialne. Po uwolnieniu zajął się organizacją związków zawodowych w stanie Madras.

### Kariera polityczna
Od początku swojej kariery politycznej związany z Indyjskim Kongresem Narodowym. W niepodległych Indiach zasiadał w najpierw w Zgromadzeniu Konstytucyjnym (1950–1952), później pełnił mandat deputowanego do Izby Ludowej Lok Sabha w latach 1952–1957 oraz 1977–1984; był m.in. sekretarzem klubu parlamentarnego Partii Kongresowej.
Zajmował stanowiska we władzach stanowych Tamilnadu – był przewodniczącym lokalnego parlamentu, ministrem przemysłu i pracy (1957–1967). W latach 1975–1977 był redaktorem naczelnym pisma „Swarajya”.
W latach 1967–1971 zasiadał w Komisji Planowania przy rządzie centralnym, później był ministrem finansów w rządzie centralnym (1980–1982) i ministrem obrony (1982–1984). W sierpniu 1984 został wiceprezydentem Indii i – z urzędu przewodniczącym izby wyższej parlamentu Rajya Sabha.
W lipcu 1987 zastąpił Zaila Singha na stanowisku prezydenta Indii. Po upływie 5-letniej kadencji w lipcu 1992 jego następcą został dotychczasowy wiceprezydent, Shankar Dayal Sharma.
Po zakończeniu kariery politycznej został prezydentem Bharatiya Vidya Bhavan – indyjskiego trustu edukacyjnego oraz redaktorem wydawanego przez trust pisma „Bhavan's Journal”

## Życie prywatne
W 1938 ożenił się z Janaki Venkataraman. Mieli trzy córki

## Publikacje
Ramaswamy Venkataraman jest autorem kilku książek poświęconych polityce i historii oraz swojej autobiografii.
- Role of Planning in Industrial Development, Govt. of India Press, 1969.
- The Role of a Private Member of Parliament, Harold Laski Institute of Political Science, 1986.
- My Presidential Years – R Venkataraman, HarperCollins / Indus, 1995, ISBN 81-7223-202-0[9]
- R. Venkataraman on Contemporary Issues, (wspólnie z K. Venkatasubramanian), Variant Communications, 1996.
- Relevance of Gandhi: And Other Essays, (wspólnie z K. Swaminathan), Gandhigram Trust, 1998.

Powstało również kilka książek poświęconych Venkataramanowi i jego prezydenturze. Są to m.in.:
- President R. Venkataraman, Nand Gopal Chaudhry, Manas Publications, 1987, ISBN 81-7049-018-9
- The Great Humanist Ramaswami Venkataraman Attar Chand, Gian Pub. House, 1987, ISBN 81-212-0106-3
- R. Venkataraman – A Centenary Tribute, różni autorzy, Rupa Publishers, 2012, ISBN 978-8129119537